# Перилли, Алессандра
Алессандра Перилли (итал. Alessandra Perilli; род. 1 апреля 1988, Римини, Эмилия-Романья) — сан-маринская спортсменка-стрелок из гладкоствольного ружья, двукратный призёр Олимпийских игр 2020 года, призёр чемпионатов мира, Европы и Европейских игр, чемпионка Средиземноморских игр 2018 года. Победительница этапов Кубка мира.
Младшая сестра стрелка Арианны Перилли.

## Биография
Свою профессиональную карьеру Алессандра Перилли начала в 15 лет. На юношеском уровне главным достижением в карьере Алессандры стала бронза на чемпионате Европы среди юниоров в Никосии. С 2008 года спортсменка стала выступать на взрослых соревнованиях. И уже в 2009 году к Перилли пришли первые успехи. Дважды спортсменка останавливалась в шаге от призовой тройки. Сначала Алессандра заняла 4-е место на чемпионате Европы, а спустя некоторое время заняла аналогичное место и на мировом первенстве. В 2011 году Перилли добилась первых крупных успехов в карьере, дважды подряд становясь победительницей этапов Кубка мира в трапе. Эти результаты позволили спортсменке из Сан-Марино завоевать лицензию на участие в летних Олимпийских играх 2012 года в Лондоне.
На Олимпийских играх Алессандра была близка к тому, чтобы принести Сан-Марино первую олимпийскую медаль в истории. Выйдя в финал в трапе, после основных 25 выстрелов Перилли делила 2-4 место (по 93 попадания из 100) с Зузаной Штефечековой и Дельфин Расине. В результате перестрелки Штефечекова стала второй, Расине выиграла бронзу, а Перилли осталась четвёртой.
На Олимпийских играх 2016 года заняла 16-е место в квалификации трапа и не вышла в полуфинал, куда проходили шесть лучших (сестра Арианна стала 13-й). В 2019 году получила лицензию для участия в Играх 2020 года в Токио.
На Олимпийских играх в Токио завоевала бронзовую медаль в трапе, став первой олимпийской медалисткой в истории Сан-Марино. Спустя два дня Алессандра завоевала вместе с партнером по команде Джан Марко Берти серебряную медаль в миксте, причем они до последнего момента претендовали на золото и только в «перестрелке» после равного счета они проиграли испанскому дуэту.